# Ochropleura sagittifera
Ochropleura sagittifera är en fjärilsart som beskrevs av Jacob Hübner 1813. Ochropleura sagittifera ingår i släktet Ochropleura och familjen nattflyn. Inga underarter finns listade i Catalogue of Life.